# Эритромицин
Эритромици́н (Erythromycin) — является первым антибиотиком, положившим начало классу макролидов. IUPAС название: 6-(4-Dimethylamino-3-hydroxy-6-methyl-oxan-2-yl)oxy-14-ethyl-7,12,13-trihydroxy-4-(5-hydroxy-4-methoxy-4,6-dimethyl-oxan-2-yl)-oxy-3,5,7,9,11,13-hexamethyl-1-oxacyclotetradecan-2,10-dion.  Впервые получен учеными американской фармацевтической компании "Эли Лилли" в 1952 году из почвенного актиномицета Streptomyces erythreus.

## Фармакологическое действие
Бактериостатический антибиотик из группы макролидов, обратимо связывается с 50S-субъединицей рибосом, что нарушает образование пептидных связей между молекулами аминокислот и блокирует синтез белков микроорганизмов (не влияет на синтез нуклеиновых кислот). При применении в высоких дозах в зависимости от вида возбудителя может проявлять бактерицидное действие.
К чувствительным относятся микроорганизмы, рост которых задерживается при концентрации антибиотика менее 0,5 мг/л, умеренно чувствительным — 1—6 мг/л, устойчивым — 6—8 мг/л.
Спектр действия включает грамположительные микроорганизмы:
Staphylococcus spp., продуцирующие и не продуцирующие пенициллиназу, в том числе
Staphylococcus aureus;
Streptococcus spp. (в том числе
Streptococcus pneumoniae,
Streptococcus pyogenes),
альфа-гемолитический стрептококк (группы Viridans),
Bacillus anthracis,
Corynebacterium diphtheriae,
Corynebacterium minutissimum;
грамотрицательные микроорганизмы:
Neisseria gonorrhoeae,
Haemophilus influenzae,
Campylobacter jejuni,
Bordetella pertussis,
Brucella spp.,
Legionella spp., в том числе
Legionella pneumophila
и др. микроорганизмы:
Mycoplasma spp. (в том числе
Mycoplasma pneumoniae),
Chlamydia spp. (в том числе
Chlamydia trachomatis),
Treponema spp.,
Rickettsia spp.,
Entamoeba histolytica,
Listeria monocytogenes.
К препарату устойчивы грамотрицательные палочки:
Escherichia coli,
Pseudomonas aeruginosa, а также
Shigella spp.,
Salmonella spp.,
Bacteroides fragilis,
Enterobacter spp. и др.

Является агонистом рецепторов мотилина. Ускоряет эвакуацию желудочного содержимого за счет увеличения амплитуды сокращения привратника и улучшения антрально-дуоденальной координации.

## Показания
Бактериальные инфекции, вызванные чувствительными возбудителями: дифтерия (в том числе бактерионосительство), коклюш (в том числе профилактика), трахома, бруцеллез, болезнь легионеров, эритразма, листериоз, скарлатина, амебная дизентерия, гонорея; пневмония у детей, мочеполовые инфекции у беременных, вызванные Chlamydia trachomatis; первичный сифилис (у пациентов с аллергией к пенициллинам), неосложненный хламидиоз у взрослых (с локализацией в нижних отделах мочеполовых путей и прямой кишки) при непереносимости или неэффективности тетрациклинов и др.; инфекции ЛОР-органов (тонзиллит, отит, синусит); инфекции желчевыводящих путей (холецистит); инфекции верхних и нижних дыхательных путей (трахеит, бронхит, пневмония); инфекции кожи и мягких тканей (гнойничковые заболевания кожи, в том числе юношеские угри, инфицированные раны, пролежни, ожоги II—III ст., трофические язвы).
Профилактика обострений стрептококковой инфекции (тонзиллит, фарингит) у больных ревматизмом. Профилактика инфекционных осложнений при лечебных и диагностических процедурах (в том числе предоперационная подготовка кишечника, стоматологические вмешательства, эндоскопия, у больных с пороками сердца). Гастропарез (в том числе гастропарез после операции ваготомии, диабетический гастропарез и гастропарез, связанный с прогрессирующим системным склерозом).
Является антибиотиком резерва при аллергии к пенициллину.

## Противопоказания
Гиперчувствительность, значительное снижение слуха (ототоксичен), одновременный прием терфенадина или астемизола, беременность (для эритромицина эстолата)
C осторожностью. Аритмии (в анамнезе), удлинение интервала QT, желтуха (в анамнезе), печеночная и/или почечная недостаточность, период лактации.

## Побочные действия
Со стороны пищеварительной системы: тошнота, рвота, гастралгия, боль в животе, тенезмы, диарея, дисбактериоз, редко — кандидоз полости рта, псевдомембранозный энтероколит, нарушение функции печени, холестатическая желтуха, повышение активности «печеночных» трансаминаз, панкреатит.
Со стороны органов слуха: ототоксичность — снижение слуха и/или шум в ушах (при применении в высоких дозах — более 4 г/сут., обычно обратимо).
Со стороны ССС: редко — тахикардия, удлинение интервала QT на ЭКГ, мерцание и/или трепетание предсердий (у больных с удлинённым интервалом QT на ЭКГ).
Аллергические реакции: крапивница, др. формы кожной сыпи, эозинофилия, редко — анафилактический шок.
Местные реакции: флебит в месте в/в введения.

### Передозировка
Симптомы: нарушение функции печени, вплоть до острой печеночной недостаточности, редко — нарушение слуха.
Лечение: активированный уголь, тщательный контроль за состоянием дыхательной системы (при необходимости — проведение искусственной вентиляции легких), кислотно-основного состояния и электролитного обмена, ЭКГ. Промывание желудка эффективно при приеме дозы, пятикратно превышающей среднюю терапевтическую. Гемодиализ, перитонеальный диализ и форсированный диурез неэффективны.

## Способ применения и дозы
Внутрь (таблетки, капсулы, суспензия пероральная, гранулы или порошок для приготовления пероральной суспензии), внутривенно (лиофилизат для приготовления раствора для инъекций), ректально (суппозитории).

### Внутривенно
Внутривенно медленно (в течение 3—5 мин) или капельно. Разовая доза для взрослых и подростков старше 14 лет составляет 0,25—0,5 г, суточная — 1—2 г. Интервал между назначением — 6 ч. При тяжелом течении инфекций суточная доза может быть увеличена до 4 г (все дозы приведены исходя из расчета по основанию). Для в/в струйного введения препарат растворяют в воде для инъекций или 0,9 % растворе NaCl из расчета 5 мг на 1 мл растворителя. Для в/в капельного введения растворяют в 0,9 % растворе NaCl или 5 % растворе декстрозы до концентрации 1 мг/мл и вводят со скоростью 60—80 кап./мин. В/в вводят в течение 5—6 дней (до наступления отчетливого терапевтического эффекта) с последующим переходом на пероральный прием. При хорошей переносимости и отсутствии флебита и перифлебита курс в/в введения можно продлить до 2 недель (не более).

### Перорально
Режим приема препарата и приема пищи определяется лекарственной формой и её устойчивостью к воздействию желудочного сока. Средняя суточная доза для взрослых — 1—2 г в 2—4 приема, максимальная суточная доза — 4 г. Детям от 4 мес до 18 лет в зависимости от возраста, массы тела и тяжести инфекции — по 30—50 мг/кг/сут. в 2—4 приема; детям первых 3 месяцев жизни — 20—40 мг/кг/сут. В случае тяжелых инфекций доза может быть удвоена.
Для лечения дифтерийного носительства — по 0,25 г 2 раза в сутки.
Курсовая доза для лечения первичного сифилиса — 30—40 г, продолжительность лечения — 10—15 дней.
При амебной дизентерии взрослым — по 0,25 г 4 раза в сутки, детям — по 30—50 мг/кг/сут.; продолжительность курса — 10—14 дней.
При легионеллезе — по 0,5—1 г 4 раза в сутки в течение 14 дней.
При гонорее — по 0,5 г каждые 6 ч в течение 3 дней, далее по 0,25 г каждые 6 ч в течение 7 дней.
При гастропарезе — внутрь (для лечения гастропареза более предпочтительным является эритромицин для в/в применения), по 0,15—0,25 г за 30 мин. до еды 3 раза в сутки.
Для предоперационной подготовки кишечника с целью профилактики инфекционных осложнений — внутрь, по 1 г за 19 ч., 18 ч. и 9 ч. до начала операции (всего 3 г).
Для профилактики стрептококковой инфекции (при тонзиллите, фарингите) взрослым — 20—50 мг/кг/сут., детям — 20—30 мг/кг/сут., продолжительность курса — не менее 10 дней.
Для профилактики септического эндокардита у больных с пороками сердца — по 1 г для взрослых и по 20 мг/кг для детей, за 1 ч. до лечебной или диагностической процедуры, далее по 0,5 г для взрослых и 10 мг/кг для детей, повторно через 6 ч.
При коклюше — 40—50 мг/кг/сут. в течение 5—14 дней.
При конъюнктивите новорожденных — 50 мг/кг/сут. суспензии в 4 приема в течение не менее 2 недель.
При пневмонии у детей — 50 мг/кг/сут. суспензии в 4 приема в течение не менее 3 недель.
При мочеполовых инфекциях во время беременности — по 0,5 г 4 раза в день в течение не менее 7 дней или (при плохой переносимости такой дозы) по 0,25 г 4 раза в сутки в течение не менее 14 дней.
У взрослых, при неосложненном хламидиозе и непереносимости тетрациклинов — по 0,5 г 4 раза в сутки в течение не менее 7 дней.

### Ректально
Детям в возрасте от 1 до 3 лет — по 0,4 г/сут., от 3 до 6 лет — по 0,5—0,75 г/сут, 6—8 лет — до 1 г/сут. Суточная доза делится на 4—6 частей и вводится через каждые 4—6 ч.

## Особые указания
При тяжелых формах инфекционных заболеваний, когда прием препарата внутрь малоэффективен или невозможен, прибегают к внутривенному введению растворимой формы эритромицина — эритромицина фосфата.
Эритромицин в суппозиториях назначают в случаях, когда прием внутрь затруднен.
В связи с возможностью проникновения в грудное молоко следует воздержаться от кормления грудью при назначении эритромицина.
При длительной терапии необходимо осуществлять контроль лабораторных показателей функции печени. Симптомы холестатической желтухи могут развиться через несколько дней после начала терапии, однако риск повышается после 7—14 дней непрерывной терапии.
Вероятность развития ототоксического эффекта выше у больных с почечной и/или печеночной недостаточностью, а также у пожилых пациентов.
Некоторые устойчивые штаммы Haemophilus influenzae чувствительны к одновременному приему эритромицина и сульфаниламидов.
Может помешать определению катехоламинов в моче и активности «печеночных» трансаминаз в крови (колориметрическое определение с помощью дефинилгидразина).
Нельзя запивать молоком или молочными продуктами.
Лекарственные средства, повышающие кислотность желудочного сока, и кислые напитки инактивируют эритромицин (за исключением таблеток, покрытых кишечнорастворимой оболочкой); эритромицина сукцинат лучше всасывается при приеме с пищей).
У новорожденных, получающих эритромицин, высока степень риска развития пилоростеноза.
В многочисленных клинических исследованиях был доказан антральный и дуоденальный прокинетический эффект эритромицина.

## Взаимодействие
Снижает бактерицидное действие бета-лактамных антибиотиков (пенициллины, цефалоспорины, карбапенемы). Повышает концентрацию теофиллина. В/в введение эритромицина усиливает действие этанола (ускорение опорожнения желудка и снижение продолжительности действия этанолдегидрогеназы в слизистой оболочке желудка). Усиливает нефротоксичность циклоспорина (особенно у больных с сопутствующей почечной недостаточностью). Снижает клиренс триазолама и мидазолама, в связи с чем может усиливать фармакологические эффекты бензодиазепинов. Замедляет элиминацию (усиливает эффект) метилпреднизолона, фелодипина и антикоагулянтов кумаринового ряда. При совместном назначении с ловастатином усиливается рабдомиолиз. Повышает биодоступность дигоксина. Снижает эффективность гормональной контрацепции. Лекарственные средства, блокирующие канальцевую секрецию, удлиняют период полувыведения эритромицина. При одновременном приеме с лекарственными средствами, метаболизм которых осуществляется в печени (карбамазепин, вальпроевая кислота, гексобарбитал, фенитоин, алфентанил, дизопирамид, ловастатин, бромокриптин), может повышаться концентрация этих лекарственных средств в плазме (является ингибитором микросомальных ферментов печени). При одновременном приеме с терфенадином или астемизолом возможно развитие аритмии (мерцание и трепетание желудочков, желудочковая тахикардия, вплоть до смертельного исхода), с дигидроэрготамином или негидрированными алкалоидами спорыньи (эрготамин) — сужение сосудов до спазма, дизестезии. Несовместим с линкомицином, клиндамицином и хлорамфениколом (антагонизм).